# Kirumpää
Koordinaten: 57° 51′ 44,3″ N, 26° 59′ 29,6″ O
Kirumpää (deutsch: Kirrumpäh)  ist ein Dorf in der Landgemeinde Võru, Kreis Võru im Südosten Estlands.

## Bischofsburg Kirumpäh

### Geschichte

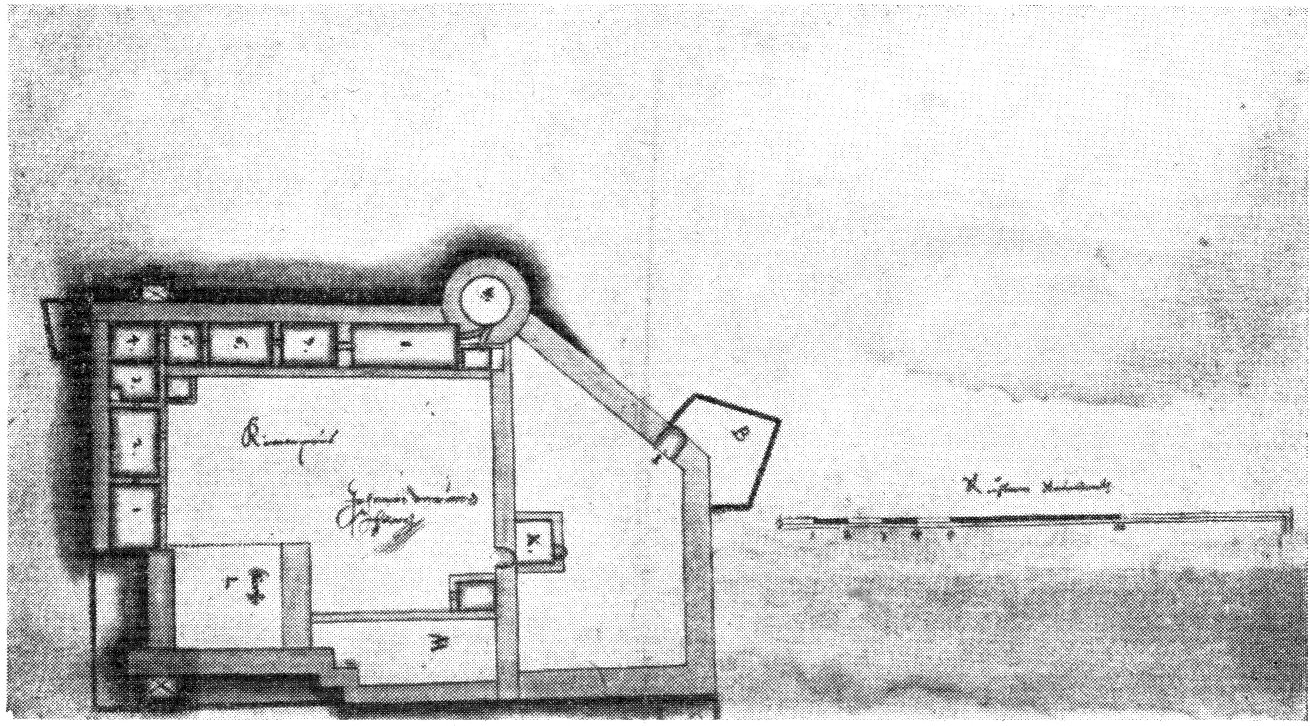
Plan der Bischofsburg Kirumpää, 17. Jh.

In strategischer Lage befand sich auf einem Hügel oberhalb des Flusses Võhandu (Woo) eine Burg, die eine wichtige Straße (Dorpat-Pleskau) und einen Flussübergang kontrollierte. Diese Burg wurde 1322 erstmals erwähnt, als sie von Großfürst Gediminas von Litauen zerstört wurde. Vermutlich wurde die Burg bereits in der zweiten Hälfte des 13. Jahrhunderts von den Bischöfen von Dorpat gegründet, um die Ostgrenze des Bistums zu schützen. Während des Livländischen Krieges (1558) wurde die Anlage durch russische Truppen besetzt, gebrandschatzt und stark beschädigt, aber anschließend weiterhin genutzt, bis sie und der Ort während des Großen Nordischen Krieges, zu Beginn des 18. Jahrhunderts, zerstört wurden. Beim Bau der Stadt Võru diente die Burg 1784 den Bewohnern als Steinbruch.

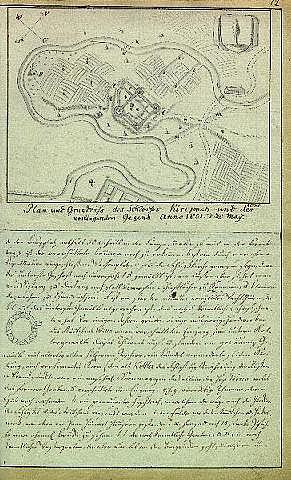
Plan und Grundriss des Schlosses Kiripaeh und der umliegenden Gegend Anno 1801. d. 20 May Eduard Körber. In: Johann Christoph Brotze,.

### Bauten

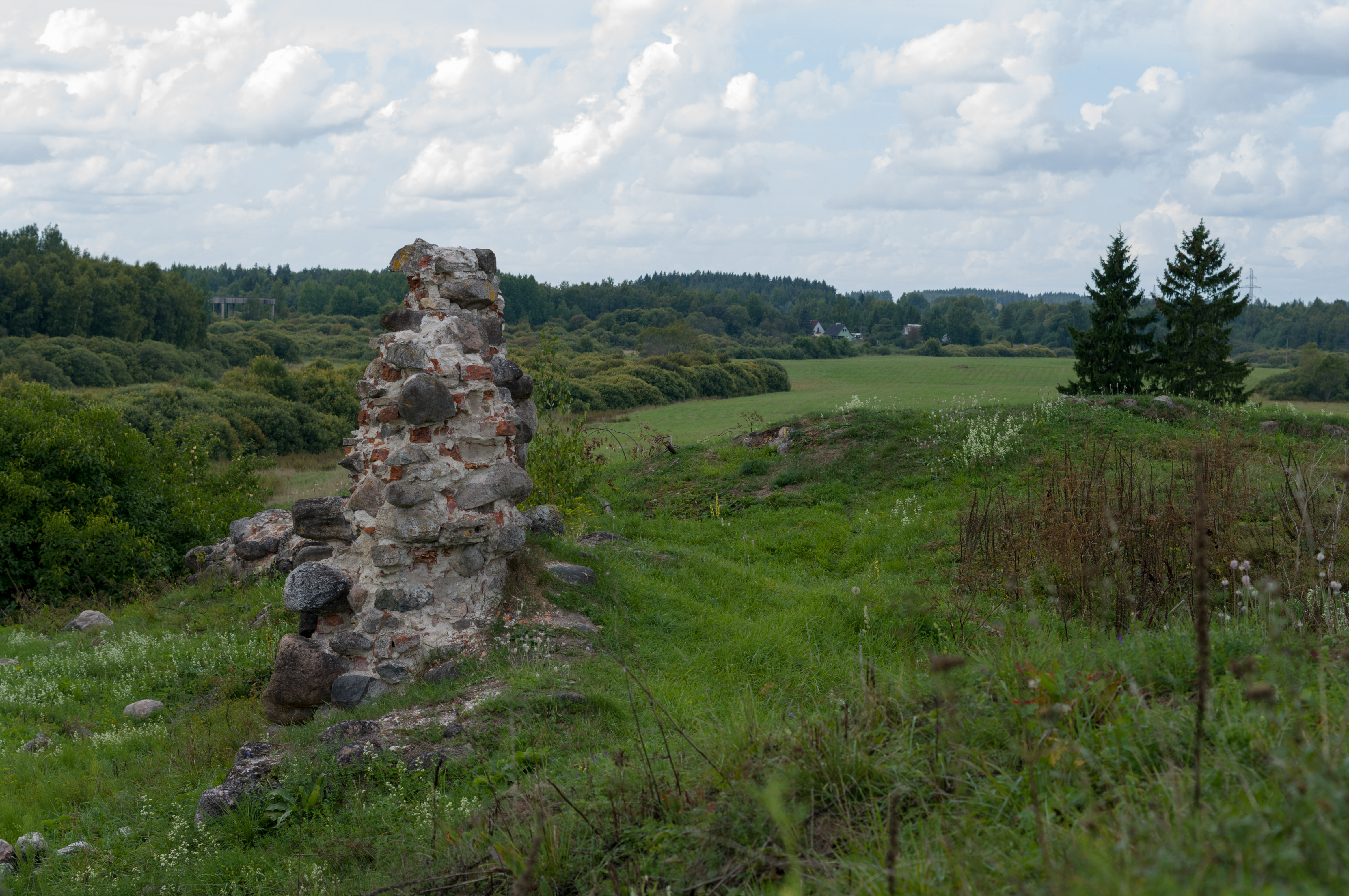
Mauerrest und Erdwerke der Burg Kirumpää

Ursprünglich stand hier eine dickwandige 14 × 10 m große Turmburg. Diese bildete die Nordostecke der späteren annähernd quadratischen 42 × 45 m großen dreiflügeligen Anlage.  Zunächst wurde der Turm im Westen um eine Burgkapelle und später, im 15. Jh., um zwei weitere Flügel mit kleinen Räumen im Süden. Ein Rundturm befand sich in der Südwestecke. Der Zugang erfolgte von Westen über einen trapezförmiger ummauert Vorhof mit vorgelagert Bastion.
Heute zeugen nur noch Erdwerke und rudimentäre Mauerreste aus Feldsteinen (Granit) und Ziegel von der Burg.